# MeetFactory

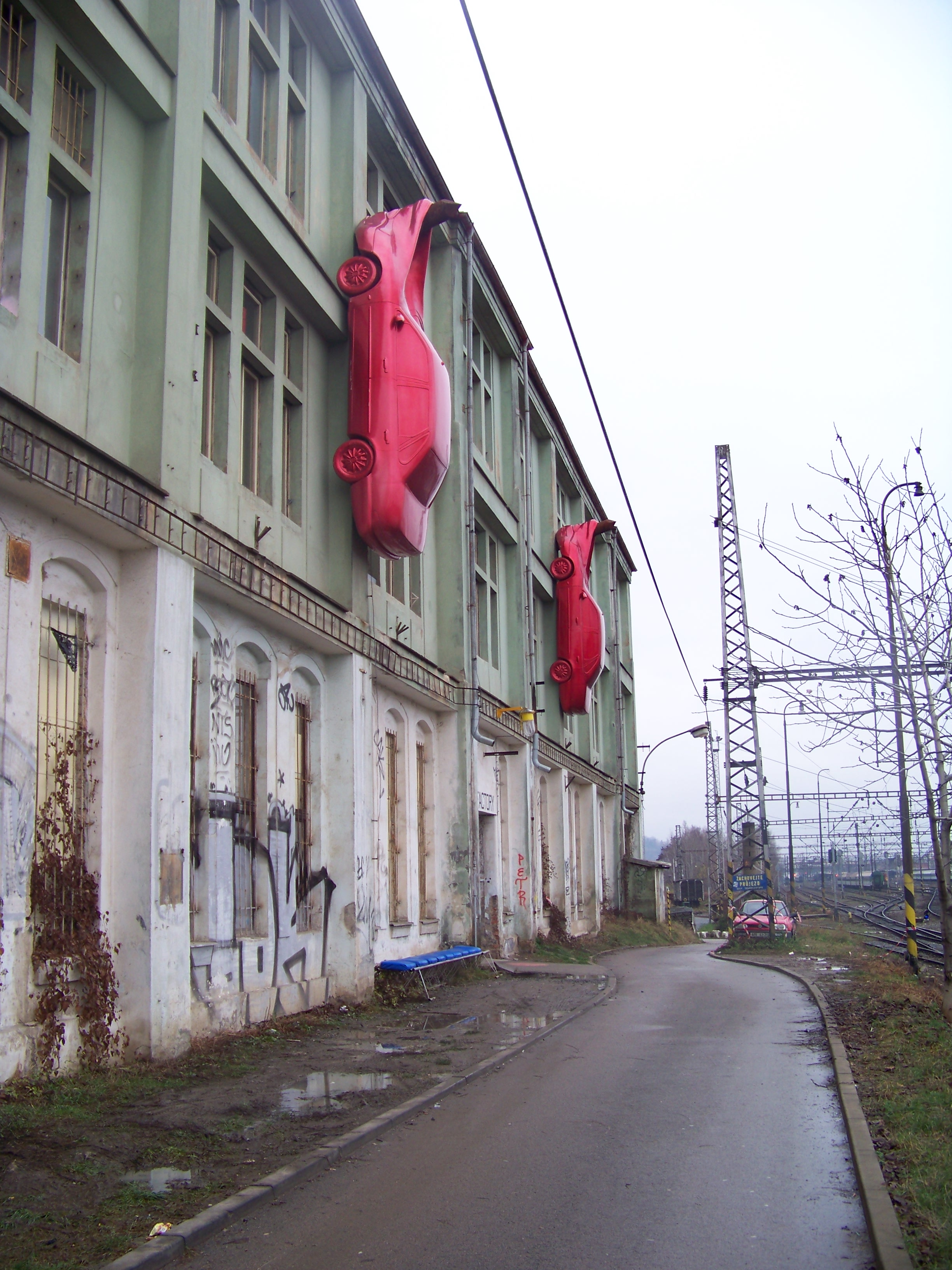
MeetFactory, centre d'art contemporain

La MeetFactory est un centre d'art contemporain international localisé à Prague. Organisation à but non lucratif, la mission première est de promouvoir l'art contemporain et son accessibilité au grand public. Fondée en 2001 par l'artiste David Černý avec comme intention l'exploitation d'un centre culturel indépendant et l'organisation d'événements qui engagent artistiquement Prague sur la scène internationale. 
En raison des inondations de 2002, La MeetFactory a dû dire adieu à l'usine de Holešovice. Le projet est néanmoins ressuscité trois ans plus tard dans un bâtiment industriel profitant d'un emplacement unique, cette fois dans le quartier de Smíchov.
La MeetFactory établit une ligne dramaturgique audacieuse, peu onéreuse voire gratuite. La structure présente une scène artistique éclectique qui s'organise comme un lieu de rencontre où dialogue différentes disciplines artistiques (art,musique, théâtre, cinéma, photographie, littérature). Le concept d'un centre d'art pluridisciplinaire à l'origine de la MeetFactory fut porté par sa direction composée par son président David Černý (artiste), David Koller (cs) (musicien) et Alice Nellis (metteur en scène).

## Histoire du bâtiment
À l'origine le bâtiment, datant des années 1920, appartenait à l'entreprise Inwald implantée à Prague depuis 1878. Cette usine fut l'une des dernières verreries industrielles de la compagnie à fermer. Au cours des années 1950, l'usine a été utilisée comme lieu de stockage de moteurs diesel, puis le bâtiment est passé sous la direction des chemins de fer tchécoslovaques. Dans les années 1990, le bâtiment a été complètement abandonné, puis a brièvement servi d'entrepôt.

## Programme résidentie
La résidence artistique internationale est l'une des composantes principales de la MeetFactory. Le programme de résidence se base sur deux fondamentaux : la gestion de la structure accueillant des artistes internationaux et la mise en place d'un programme d'échange, de résidence réciproque. Le premier étage du bâtiment mis à la disposition des résidents s'organise en 15 studios, repartis sur une superficie de 3 500 mètres carrés. La résidence reçoit en moyenne 30 artistes étrangers par an. Majoritairement, les ateliers sont occupés par des artistes, graphistes, musiciens, écrivains et commissaires d'expositions.
Les artistes et les projets mis en œuvre sont sélectionnés par le Conseil Artistique de la résidence qui assure la transparence de la sélection. Le Conseil se compose du sculpteur David Černý, du théoricien Tomáš Pospiszyl, du critique Jan Vitvar, du commissaire responsable des espaces d'exposition, Karina Kottová, et de la directrice du programme de résidence, Zuzana Jakalová. La résidence dispose de plusieurs résidences partenaires à l’étranger. Parmi les institutions partenaires, on compte la Jack Hanel Gallery de New York, la Künstlerhaus Bethanien à Berlin, le Goethe-Institut, l'Institut français de Prague ou encore le programme de résidence KAIR Košice en Slovaquie.

### Programme résidentiel et accessibilité du public
La volonté première de la MeetFactory est de rendre accessible et faire connaitre les arts-vivants et les artistes émergents au grand public, les studios de la résidence sont donc régulièrement ouverts aux visiteurs. L'objectif de ce programme est de créer un lieu de vie, de création destiné au public le plus large dans des studios authentiques au sein d'un cadre atypique.Le volet éducatif du programme (workshop) permet principalement aux visiteurs de participer directement au processus créatif et de se familiariser avec l'art ainsi qu'avec les artistes qui en sont à l'origine. La MeetFactory organise régulièrement des journées "open studio" au cours desquelles les visiteurs peuvent circuler librement dans les différents ateliers et initier un dialogue avec les artistes.
En 2017 Tabita Rezaire est accueillie par la Meetfactory.

## Galeries
Le programme résidentiel est étroitement lié à l'activité des différentes galeries de la MeetFactory. Les nouvelles créations sont présentées dans la galerie Cube. Les artistes résidents sont épisodiquement invités à élaborer ensemble des expositions de groupe. Ainsi, les artistes en résidence ont la possibilité de travailler en collaboration avec d'autres artistes tchèques et étrangers.
La MeetFactory possède trois espaces d'exposition incarnant chacun un concept muséographique spécifique. La Galerie MeetFactory se concentre sur le commissariat d'expositions originales, tandis que la Galerie Cube organise des expositions personnelles d'artistes renommés ou émergents. Enfin, la Gallery Wall située sur l'un des flancs extérieur du bâtiment se présente comme un espace d'expression libre où un artiste en résidence est invité à créer une œuvre monumentale et éphémère. Les activités des différentes galeries sont aussi étroitement liées au programme de résidence internationale et à la production théâtrale et musicale. Le contenu des expositions porte une attention particulière aux courants artistiques contemporains et émergents.  Aussi, les galeries privilégient les liens entre la scène artistique locale et les artistes étrangers, et encourage une confrontation intergénérationnelle. Les expositions proposées s'appliquent à rendre compte des enjeux actuels en termes de production artistique et mettent en perspective certain nombre de  préoccupations philosophiques et socio-politiques contemporaines.

## Théâtre
Avec des dizaines œuvres auto-produites à son actif, le théâtre de la MeetFactory fondé en 2008, a gagné une place distincte dans le paysage théâtral de la capitale. Renommé comme un espace de libre expression sans concession, sa ligne dramaturgique se concentre sur des projets originaux et sur la recherche de nouvelles formes. Depuis sa création, le théâtre de la MeetFactory a reçu de nombreux artistes étrangers, en particulier des metteurs en scène et auteurs dramatiques travaillant en République tchèque pour la première fois. La salle de théâtre d'une surface de 150 mètres carrés dispose de 150 sièges. 

### La création théâtrale
Chaque année le théâtre de la MeetFactory présente quatre à cinq productions originales portées par des personnalités renommées des arts de la scène. Les représentations se déroulent principalement sur la scène principale, cependant les metteurs en scène peuvent disposer de la salle de concert, ou de n'importe quelle espace du rez-de-chaussée. La MeetFactory propose le plus souvent des mises en scène d'œuvres littéraires contemporaines et des spectacles basés sur une conception contemporaine du théâtre. La programmation dramaturgique tend à fournir un reflet des phénomènes sociaux actuels et une image l'évolution du théâtre contemporain. En encourageant également l'expérimentation autour de genres théâtraux établis, la MeetFactory adapte à de nouveaux contextes des monuments littéraires classiques et en propose des réinterprétations repoussant leurs limites formelles. L'objectif porté par la programmation est d'interagir avec d'autres dramaturgies théâtrales mais aussi de faire dialoguer le théâtre avec d'autres médiums et disciplines.

## Salle de concert
En mars 2010, s'ajoute aux résidences, galeries et théâtre un quatrième espace destiné à la programmation musicale. La salle de concert  pouvant accueillir 1000 personnes organise chaque année 50 à 70 concerts. La programmation est divisée en séries d’événements réguliers et occasionnels. Les événements réguliers, visant principalement un jeune public a élargi l'offre proposée par la scène musicale de la capitale. En plus de sa propre programmation la production musicale de la MeetFactory organise environ 40 co-productions avec diverses organisations locales et nationales.
Le prisme musical couvert par la MeetFactory est large: allant  de la scène indépendanteinternationale et nationale, de la présentation régulière de production émanant de différentes subcultures (musique électronique, métal, etc), mais aussi d'événements intimistes proposant des genres mineurs tels que la musique savante contemporaine, de la musique expérimentale... La MeetFactory collabore régulièrement avec des festivals comme Lunchmeat, Sperme, Komiksfest ou encore avec des ONG telles que Amnesty International ou encore avec l'Association tchèque des paraplégiques.

### Ligne principale de programmation
- Bohemian Like You: nouvelles tendances de la scène indépendante et électronique internationale et jeunes talents nationaux.
- Contact: prestations de musiciens et d'artistes principalement basés sur la performance, se produisant majoritairement pour la première fois en République Tchèque.
- New Music and Dance Trends: soirées régulières souterrains avec des producteurs et DJ nationaux et étrangers.
- Afternoon Music Tea: actions visant un public plus jeune (16-23ans) combinant concerts et éducation musicale.
- Trainspotting: série supplémentaire de DJ-set en plein air.

## Cinéma en plein air
Pendant la saison estivale la MeetFactory soumet chaque semaine au public une sélection de trois films pour lesquelles le public peut voter, le film sélectionné est projeté à la nuit tombée dans l'arrière-cour du bâtiment. 

## Performance
MeetFactory organise des happenings et crée un espace destiné à la présentation du travail de performeurs ou d'artistes inclassables dont les œuvres ne sont pas soumises aux normes et règles artistiques.

## Évènements divers
La Meetfactory ouvre l’intégralité de ses locaux au public à l'occasion de l’événement "Public House" animée par le staff et les artistes en résidence.  
La structure organise aussi des soirées en dehors de la MeetFactory. Ces cycles régulièrement organisés collectivement comprennent :
- Short:réunions de cinéastes amateurs et discussion autour leurs films
- Soirées littéraires : lectures et discussion avec des écrivains émergents et renommés
- MeetFactory Academy : les visiteurs sont invités à rencontrer et à discuter avec des experts dans différents domaines (scientifiques, artisans, ingénieurs, etc)
- Bizarre Consequences : projection de nouveaux films et documentaires, en particulier les productions des étudiants en cinéma de la FAMU